# Coast Line (UP)
El Coast Line o la línea de la costa en español del Union Pacific Railroad es una línea ferroviaria que empieza desde Los Ángeles, California hasta el norte del Área de la Bahía de San Francisco, principalmente en la costa del pacífico. La línea fue originalmente completada por la Southern Pacific Railroad el 31 de diciembre de 1900.
Los vagones de carga de la UP transitan en la ruta, aunque la ruta del Valle de San Joaquín es principalmente una ruta Norte/Sur de California. La ruta alberga a los trenes de Amtrak, los trenes de cercanías del Metrolink en el Sur de California y Caltrain en el norte de California. 

## Trenes de cercanías
- Amtrak Pacific Surfliner
- Amtrak Coast Starlight
- Metrolink Ventura County Line
- Caltrain commuter rail.